# Бекард каштановий
Бекард каштановий (Pachyramphus castaneus) — вид горобцеподібних птахів родини бекардових (Tityridae).

## Поширення
Вид поширений у Південній Америці. Його природним середовищем існування є субтропічні або тропічні вологі низинні ліси, субтропічні або тропічні вологі гірські ліси та сильно деградований колишній ліс.

## Підвиди
Таксон містить 5 підвидів:
- Pachyramphus castaneus amazonus Zimmer, 1936
- Pachyramphus castaneus castaneus (Jardine & Selby, 1827)
- Pachyramphus castaneus intermedius Berlepsch, 1879
- Pachyramphus castaneus parui Phelps & Phelps Jr, 1949
- Pachyramphus castaneus saturatus Chapman, 1914